# Agafokleja Poltoratskaja

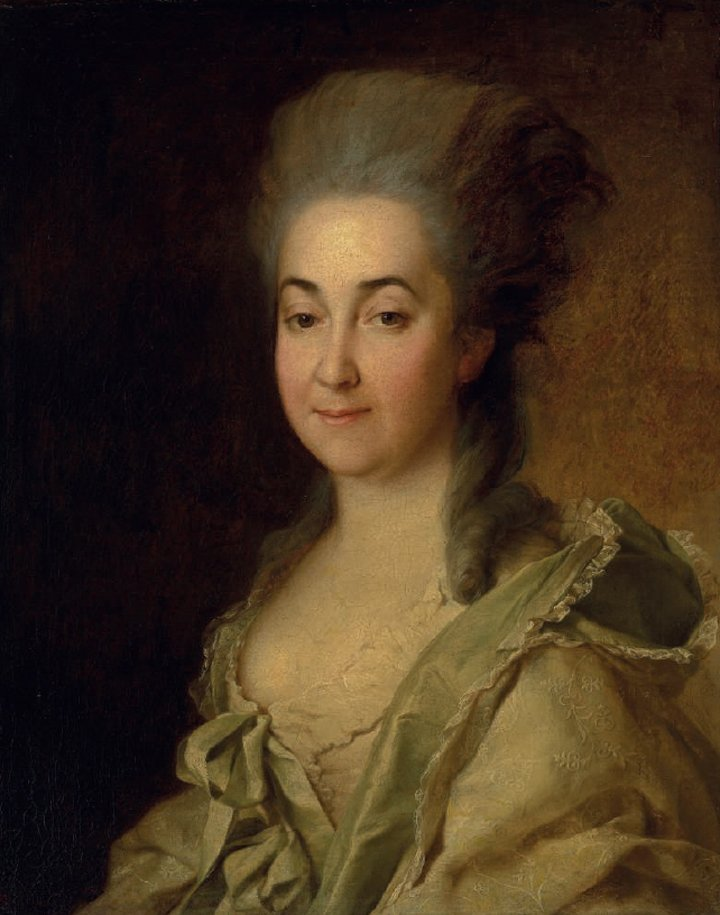
Agafokleja A. Poltoratskaja av Dmitrij Levitzkij.

Agafokleja A. Poltoratskaja, född 1737, död 1822, var en rysk företagsledare och storgodsägare. Hon var gift med Mark Poltoratskij och tillsammans med honom grundare av den ryska adelsfamiljen Poltoratskij. Hon grundade genom framgångsrika affärer och storgodsdrift en stor förmögenhet som hjälpte hennes make att uppnå adlig status. Hon var känd som donator till kyrkan, men också för sin hårda exploatering och misshandel av sina livegna, något som slutligen fick tsar Alexander att ge order om åtal mot henne. 